# Beagle 2: Evolution
Beagle 2: Evolution  sarebbe dovuta essere una missione spaziale dell'Agenzia Spaziale Europea,  rivolta all'esplorazione di Marte. Avrebbe utilizzato un rover robotizzato.

Questa missione era pensata come un nuovo tentativo rispetto alla fallimentare missione Beagle 2 per l'esplorazione di Marte (che scomparve nel corso del suo atterraggio nel 2003). Evolution era il nome del progetto in sviluppo. Questa missione come la precedente è stata progettata dal professor Colin Pillinger. L'EADS Astrium avrebbe fornito gran parte dei finanziamenti per lo sviluppo del progetto.
Pillinger sperava di lanciare due mezzi di atterraggio da un orbiter in viaggio nel 2009 come parte del Programma Aurora dell'Agenzia Spaziale Europea.
Il lander Evolution avrebbe conservato la forma rotonda dell'originale lander. Tuttavia si sarebbe preferito utilizzare deadbeat airbag (a sgonfiamento controllato), piuttosto che i precedenti airbag a rimbalzo della missione Beagle, che sono considerati tra le possibili cause del fallimento della missione.

## Tecnologie
Il professore Pillinger sperava di poter utilizzare le seguenti tecnologie:
- Celle solari al alta efficienza al fine di avere solo due pannelli solari a differenza dei precedenti quattro pannelli solari del Beagle.
- Sistema fanfold - la parte superiore del veicolo rimane orizzontale (dove è collocata la principale antenna UHF)
- Trasmissione tramite banda X (8,0 a 12,0 GHz) per consentire al veicolo di inviare a Terra tramite collegamento radio dati sulla discesa e sull'atterraggio.
- Nuova batteria agli ioni di litio  - la batteria sarà in grado di operare a temperature più basse, il che significa meno energia sprecata per il riscaldamento della batteria - un possibile aumento della capacità del 60%
- Deadbeat airbag, che si gonfiano poco prima dell'impatto col suolo, e delicatamente si sgonfiano durante lo sbarco, il che significa che avverrà una fermata dove la sonda atterrerà e non a una fermata tramite successivi rimbalzi.
- Life-chip, che rileva la presenza di amminoacidi.